# Hypobathrum rufidulum
Hypobathrum rufidulum är en måreväxtart som först beskrevs av Friedrich Anton Wilhelm Miquel, och fick sitt nu gällande namn av Mulyan. och Colin Ernest Ridsdale. Hypobathrum rufidulum ingår i släktet Hypobathrum och familjen måreväxter. Inga underarter finns listade i Catalogue of Life.